# Ivanovo
Ivanovo (russisk: Иваново, tr. Ivanovo) er en by i Ivanovo oblast i den vestlige del af Den Russiske Føderation. Ivanovo er administrativt center i oblasten, har 361.644 (2021) indbyggere, og et areal på 104,84 km². Den er kendt som en af Ruslands førende byer indenfor produktion af tekstilvarer.

## Geografi
Ivanovo ligger 254 km nordøst for Moskva, og ca. 100 km fra Jaroslavl, Vladimir og Kostroma. Uvodfloden, en biflod til Kljazma, flyder gennem byen fra nord til syd og deler den i en østlig og vestlig del. Uvod har to bifloder Talka og Kharinka i Ivanovo.

### Klima
Ivanovo har fastlandsklima med lange, kolde vintre og korte, varme somre. Den koldeste måned er januar med en gennemsnitstemperatur på -12,1 °C. Den varmeste måned er juli med en gennemsnitstemperatur på ca. 18,1 °C.

## Historie
Ivanovo blev første gang omtalt i 1609. Den moderne by blev skabt i 1871 ved sammenlægning af en landsby, der var et af de russiske centre for feudal hørproduktion og hørvæverier med det nærliggende Voznesenskij posad, der var et industrielt center, med en række fabrikker, hospital og skole. Ved oprettelsen af byen under navnet Ivanovo-Voznesensk, havde den 20.000 indbyggere.

### Strejkebevægelsen 1905
Den ekstreme fattigdom de fleste arbejdere led under forårsagede sociale spændinger, modtagelighed for revolutionære ideer og udvikling af en strejkebevægelse. Ifølge den sovjetiske historiker P. Ekzemplyarsky fandt den første strejke i Ivanovo-Voznesensk sted i 1871. I 1885 gik tusindvis af vævere i strejke og krævede højere løn og afskaffelse af natarbejdet. Situationen tvang guvernøren i guvernementet til at gribe ind og arbejderne fik flere indrømmelser, herunder lønstigninger på 5%.
Den 12. maj 1905 i gik byens arbejdere ud i generalstrejke, der kom til at vare i 72 dage. I strejken deltog omkring 30.000 fra næsten alle virksomhederne i byen. De strejkende præsenterede 30 krav for producenterne. De fleste af deres krav var af økonomisk art (etablering af garanteret mindsteløn, indførelse af en otte timers arbejdsdag, forbedring af sanitære forhold for arbejderne osv.), Men de strejkende rejste også politiske krav bakket op af RSDAP (indkaldelse af en grundlovsgivende forsamling, indførelse af demokratiske frihedsrettigheder og fejring af 1. maj). Den 13. maj fremsatte arbejderne deres krav på byrådets møde til producenterne, der imidlertid nægtede at indgå i åbne forhandlinger og insisterede på valg af repræsentanter for arbejderne på hver virksomhed. Fra den 15. maj gennemførtes en to dages lang valgprcedure, der resulterede i valget af 151 delegater. De delegerede blev kendt som Ivanovo-Voznesensk arbejderråd, og var det første arbejderråd i Rusland. Formanden var en lokal digter A. E. Nozdrin. Trods fabrikanternes intentioner nægtede de delegerede at forhandle separat på hver fabrik og krævede kollektive forhandlinger. Rådet bestod næsten udelukkende (bortset fra en ansat) af arbejdere, omkring halvdelen af dem var medlemmer af RSDAP, resten havde inge partitilknytning, men kan have sympatiseret med partiet. Det hemmelige politi lykkedes at plante agenter blandt de delegerede. Rådet overtog en del af de lokale myndigheders funktioner: en arbejdsgruppe var en milits ledet af I. N. Utkin ("Stanko"), der havde til opgave at opretholde ro og orden i arbejderkvartererne, der blev oprettet en foldomstol, har kommissionen til ledelse af strejken, en økonomiskkomite, og en madkomite. Som et resultat af lange forhandlinger, gjorde producenterne indrømmelser til arbejderne: arbejdstidsnedsættelse (et gennemsnit på 10,5 timer), øget løn og hensyntagen til gravide kvinder og ammende mødre. Ikke alle krav blev opfyldt, og undertiden nægtede producenterne at overholde aftalerne. Brudene medførte vrede blandt arbejderne, og Rådet vedtog den 19. juli at nedlægge sit arbejde.

### Oktoberrevolutionen
Den 21. oktober 1918 indledte arbejder i Ivanovo-Voznesensk og omkringliggende byer en storstilet strejke under ledelse af Mikhail Frunse og andre bolsjevikker. 25. oktober fik de kendskab til at magten i Petrograd var i hænderne på bolsjevikkerne, byrådet i Ivanovo-Voznesensk, havde længe været forberedt på denne udvikling og organiserede det revolutionære hovedkvarter. Magten i Ivanovo-Voznesensk faldt i sovjetternes hænder uden et eneste skud blev udløst.

## Demografi
Tekst mangler, hjælp os med at skrive teksten

## Administrativ inddeling
Tekst mangler, hjælp os med at skrive teksten

## Seværdigheder
Tekst mangler, hjælp os med at skrive teksten